# Kostandin Kristoforidhi
Kostandin Ndelka, noto come Kostandin Kristoforidhi (Elbasan, 22 maggio 1827 – Elbasan, 7 marzo 1895), è stato un traduttore albanese.
Egli è conosciuto soprattutto per aver tradotto, per la prima volta, il Nuovo Testamento nel dialetto ghego (parlato nel nord dell'Albania) nel 1872. Nel 1879 fece anche una traduzione in dialetto tosco (parlato nel sud dell'Albania), così migliorando la versione tosca di Vangjel Meksi. Grazie a questa traduzione in entrambi i dialetti, egli ha il merito di aver gettato le basi per la loro unificazione in una lingua nazionale.

## Biografia
Egli nacque ad Elbasan e dal 1847 studiò alla scuola superiore Zosimea a Giannina, nell'Epiro, dove aiutò Johann Georg von Hahn ad apprendere l'albanese e a redigere un dizionario tedesco-albanese.
Nel 1857 si recò ad Istanbul, dove stese un Memorandum per la lingua albanese. Soggiornò poi a Malta fino al 1860 in un seminario protestante, ultimando la traduzione del Nuovo Testamento in tosco e ghego . Fu aiutato, nella versione in ghego del Nuovo Testamento, da Nikolla Serreqi di Shkodër. Nikolla Serreqi è stato anche il propulsore dell'uso dell'alfabeto latino, già utilizzato dai primi autori della letteratura albanese, idea abbracciata da Kristoforidhi.
Successivamente si recò a Tunisi, ove fece l'insegnante fino al 1865, allorché un rappresentante della British and Foreign Bible Society (Società Biblica britannica e forestiera) lo assunse per la produzione di traduzioni della Bibbia in albanese. Nel 1866 pubblicò la prima traduzione in ghego dei quattro Vangeli e degli Atti degli Apostoli; per molti anni ancora, proseguì la sua opera, pubblicando in tosco e in ghego I Salmi (1868, 1869); Il Nuovo Testamento (1879, 1869), Genesi ed Esodo (tosco, 1880); Deuteronomio (tosco, 1882); I Proverbi e il Libro di Isaia (tosco, 1884).
La sua opera più importante, Il Dizionario della lingua albanese (in greco Λεξικόν της Αλβανικής Γλώσσης?) – (in albanese Fjalori i Gjuhës Shqipe), fu pubblicata postuma ad Atene, Grecia, nel 1904, 25 anni dopo essere stato completato da Kristoforidhi. Venne redatta in greco.

## Opere

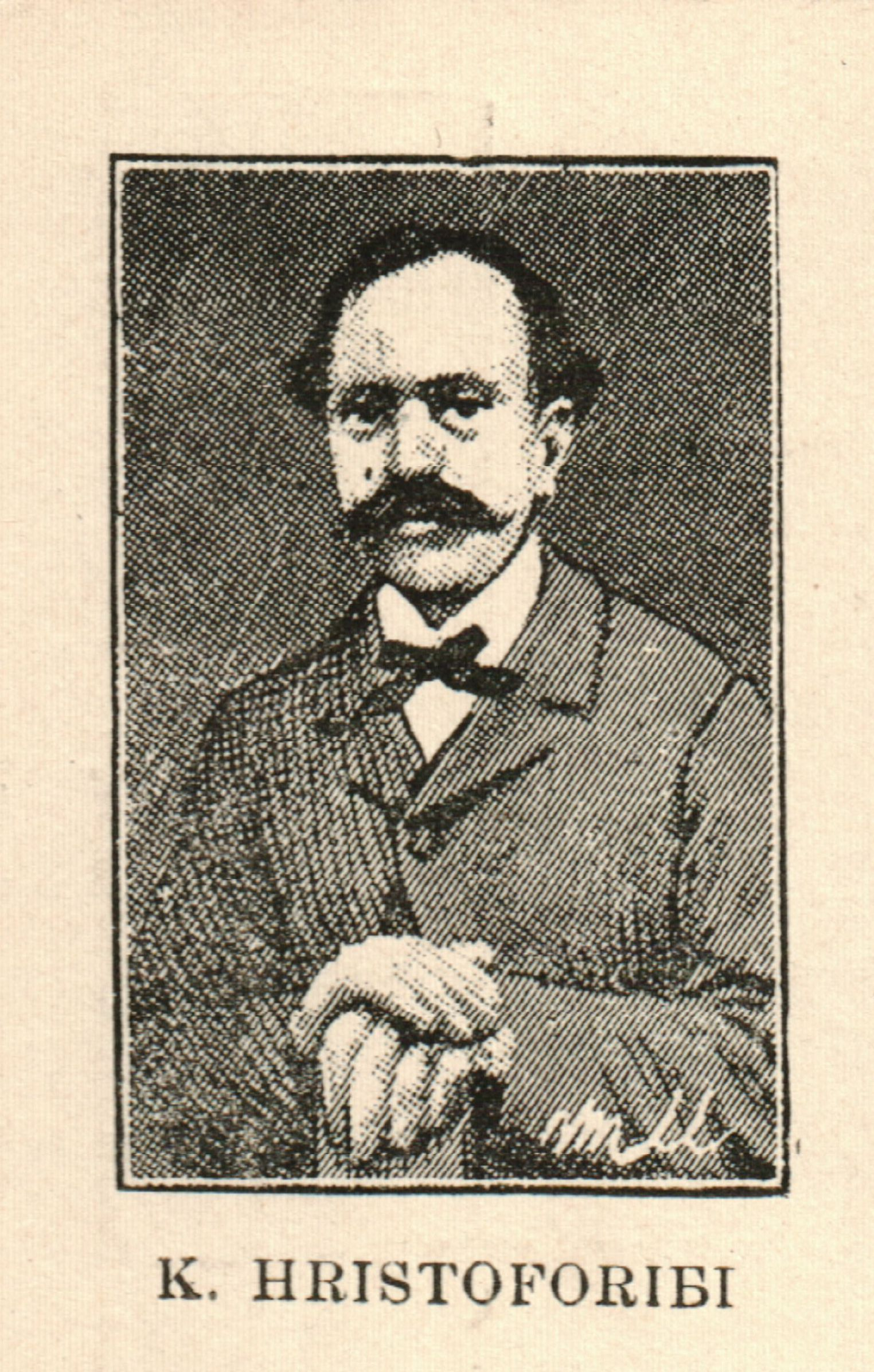
Cartolina con il ritratto di Kostandin Kristoforidhi

- Istoria e shkronjësë shënjtëruarë. (1872)
- Λεξικὸν τῆς ἀλβανικῆς γλώσσης Lexikon tēs albanikēs glōssēs (Dizionario greco-albanese)
- Γραμματική τῆς γλώσσης κατὰ τὴν τοσκικὴν διάλεκτον Grammatikē tēs glossēs kata tēn toskikēn dialekton (1882)
- Abetare. (ABC-Primer, ghego 1867, tosco 1868)